# لیتل براوینگ (مونتانا)
لیتل براوینگ (به انگلیسی: Little Browning) یک منطقهٔ مسکونی در ایالات متحده آمریکا است که در شهرستان گلاسیر، مونتانا واقع شده‌است. لیتل براوینگ ۲٫۶۲ کیلومتر مربع مساحت و ۲۰۶ نفر جمعیت دارد و ۱٬۱۲۸ متر بالاتر از سطح دریا واقع شده‌است.